# Poecilocloeus janeirensis
Poecilocloeus janeirensis är en insektsart som beskrevs av Marius Descamps 1980. Poecilocloeus janeirensis ingår i släktet Poecilocloeus och familjen gräshoppor. Inga underarter finns listade i Catalogue of Life.